# 法定人數
法定人數是議事程序裡面規定議會要進行議事的時候需要出席議員的最低數量。羅伯特議事規則說：這樣要求是防止由過小數目的議員進行完全不具代表性的行動。

## 香港
香港各區議會、立法會及事務委員會以過半數的出席人數作為法定人數（包括議會主席及事務委員會主席）。如人數足夠，議員不可要求點算法定人數。